# Алейніков Сергій Євгенович
Сергі́й Євге́нович Але́йніков (біл. Сяргей Яўгеньевіч Алейнікаў, *7 листопада 1961, Мінськ, Білоруська РСР, СРСР) — колишній радянський та білоруський футболіст, півзахисник. Згодом — футбольний тренер.
Заслужений майстер спорту СРСР (1988). Лауреат Ювілейної нагороди УЄФА як найвидатніший білоруський футболіст 50-річчя (1954—2003).

## Кар'єра гравця
Вихованець футбольної школи № 5 рідного Мінська. На дорослому рівні дебютував у складі мінського «Динамо» в сезоні 1981 року. А вже наступного року допоміг команді здобути єдиний в її історії титул чемпіонів Радянського Союзу, особистий внесок Алейнікова у цей тріумф склав 8 м'ячів у 21 відіграному матчі першості. У подальших сезонах гравець такою результативністю не відрізнявся, однак швидко став ключовою фігурою в центрі півзахисту мінської команди. Усього у чемпіонатах СРСР провів за «Динамо» протягом 9 років 220 матчів у чемпіонатах, відзначився 31 забитим голом.
Впевнена гра футболіста у складі клубу у 1983 році привернула увагу тренерського штабу олімпійської збірної СРСР, у складі якої він відіграв 4 гри. А вже у червні 1984 року Алейніков дебютував в матчах основної збірної Радянського Союзу. У складі збірної СРСР — учасник фінальних турнірів чемпіонатів світу 1986 та 1990 років. На чемпіонаті Європи 1988 року разом з командою виборов срібні нагороди континентальної першості.
Був серед числа перших радянських футболістів, що виступали в іноземних чемпіонатах — 1989 року переїхав до Італії, приєднавшись до туринського «Ювентуса». Спочатку регулярно потрапляв до складу італійського гранда, тренерський штаб якого очолював легендарний в минулому голкіпер Діно Дзофф. Однак після зміни головного тренера клуб вирішив не продовжувати контракт із гравцем і за деякий час, у 1990, він опинився у складі іншої італійської команди — «Лечче». У новому клубі починав грати як основний гравець команди, однак за деякий час через конфлікт з тренерським штабом втратив місце на полі. Перебуваючи у розпорядженні «Лечче», викликався до збірної СНД, яка, як правонаступник радянської футбольної команди, готувалася до фінальної частини чемпіонату Європи 1992 року. У складі цієї збірної провів 4 гри, у тому числі дві — безпосередньо в рамках фінального континентального турніру.
1992 переїхав до Японії, де до 1995 року захищав кольори клубу «Гамба» з Осаки. Останнім професійним клубом 34-річного гравця став шведський «Оддевольд», у якому він відіграв у 5 матчах у 1996 році. Вже під час виступів за «Гамбу», залучався до ігор новоствореної національної команди Білорусі, у складі якої провів чотири гри.
1997 року повернувся до Італії, де протягом 1997—1998 років виступав в аматорських командах.

### Голи у складі національної збірної
| #  | Дата              | Місце                   | Противник | Рахунок | Результат | Змагання           |
| -- | ----------------- | ----------------------- | --------- | ------- | --------- | ------------------ |
| 1. | 4 лютого 1985     | Індія, Кочин            | Югославія | 1-2     | перемога  | товариський турнір |
| 2. | 2 червня 1986     | Мексика, Ірапуато       | Угорщина  | 0-6     | перемога  | ЧС 1986            |
| 3. | 10 жовтня 1987    | НДР, Берлін             | НДР       | 1-1     | нічия     | відбір до ЧЄ 1988  |
| 4. | 18 червня 1988    | ФРН, Франкфурт-на-Майні | Англія    | 1-3     | перемога  | ЧЄ 1988            |
| 5. | 27 листопада 1988 | Кувейт, Ель-Кувейт      | Кувейт    | 0-2     | перемога  | товариська         |
| 6. | 29 травня 1991    | СРСР, Москва            | Кіпр      | 4-0     | перемога  | відбір до ЧЄ 1992  |

## Тренерська діяльність
По завершенні активної ігрової кар'єри почав працювати на тренерських посадах. Протягом 1998—2001 років очолював італійські аматорські команди «Ананьї» та «Понтедера». 2003 року нетривалий час був головним тренером московського «Торпедо-Металурга», а згодом команди аматорів «Відноє» з однойменного російського міста. Того ж року повернувся до Італії, працював у дитячих футбольних академіях, у тому числі, протягом 2005—2007, — в «Ювентусі». У 2007—2008 тренував італійську аматорську команду «Крас».

## Досягнення та нагороди

### Командні
- Чемпіон СРСР: 1982
- Володар Кубка УЄФА: 1990
- Володар Кубка Італії: 1990
- Віце-чемпіон Європи: 1988

### Особисті
- Найвидатніший білоруський футболіст 50-річчя (1954—2003)
- Заслужений майстер спорту СРСР (1988)
- Найкращий білоруський футболіст року (3): 1984, 1986, 1988